# Magic Trackpad

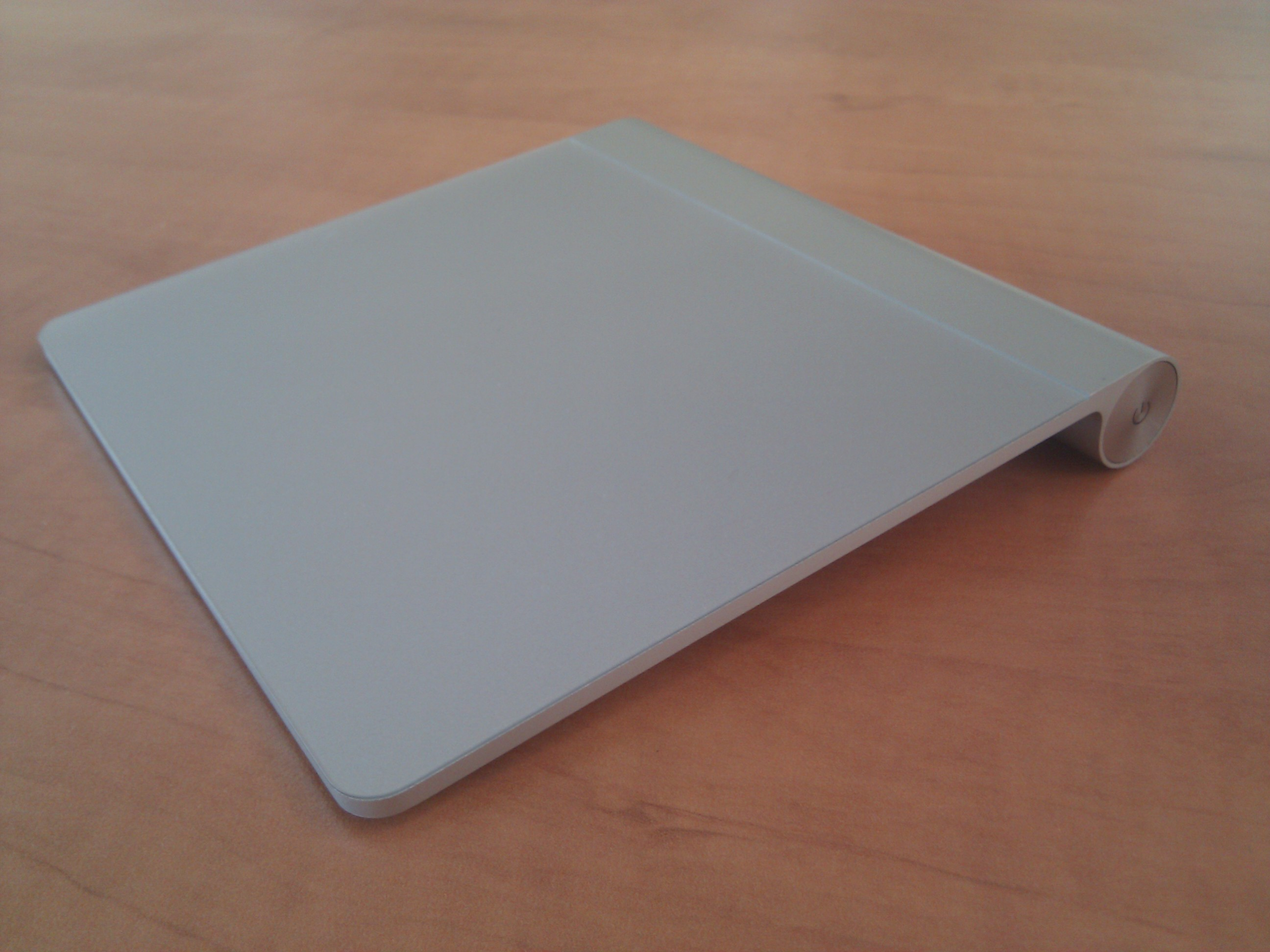

Magic Trackpad je multi-touch Trackpad vyráběný společností Apple Inc. Byl uveden na trh 27. července 2010 a je velmi podobný trackpadům aktuálních Macbooků, jen je větší.
Trackpad je vyroben ze skla a hliníku a je o 80 % větší než trackpad v Macboocích. Tvarem profilu odpovídá Apple Wireless Keyboard. O napájení se starají 2 AA baterie a k počítači je připojen pomocí Bluetooth

## Podpora operačních systémů
- Apple's Magic Trackpad a Multi-Touch Trackpad Update 1.0 obsahuje potřebné ovladače pro Mac OS X v10.6.4 a novější. Nové počítače Mac již mají ovladače nainstalované.
- Windows 7, Windows XP, Windows Vista using Boot Camp tools under Mac OS X.[1]
- Základní funkce na počítači s Windows nebo na Macu jsou dostupné bez instalace ovladače.
- Vyextrahované ovladače z Boot Campu poskytují nativní ovladače pro Windows XP, Vista, a Windows 7, 32-bit a 64-bit[2]
- Ubuntu 10.04 a novější[3]